# Félicité de La Mennais
Félicité Robert de Lamennais, ou La Mennais (Saint-Malo, 19 de junho de 1782 – Paris, 27 de fevereiro de 1854), foi um padre, filósofo, político e escritor francês.

## Biografia
Nascido em uma família de armadores de Saint-Malo, foi educado por seu irmão Jean e tornou-se padre. Escritor brilhante, tornou-se uma figura influente e controversa na história da Igreja Católica francesa. Juntamente com Jean, concebeu a ideia de reviver o catolicismo romano como uma chave para a regeneração social. Chegaram a esboçar um programa de reforma, sob o título Reflexão do estado da Igreja…, no ano de 1808.
Cinco anos mais tarde, no auge do conflito entre Napoleão Bonaparte e o papado, os irmãos produziram uma defesa do ultramontanismo (doutrina e política dos católicos franceses que buscavam inspiração na Cúria Romana, defendendo a autoridade absoluta do Papa em matéria de fé e disciplina). Esta obra valeu a Lamennais um conflito com o Imperador, forçando-o a uma precipitada fuga para a Inglaterra em 1815. No ano seguinte, com 34 anos de idade, Lamennais retornou a Paris, onde foi ordenado padre.
Escritor fluente, político e filósofo, esforçou-se para combinar a política liberal com o catolicismo, após a Revolução Francesa. Desse modo, já em 1817 publicou Ensaios sobre a indiferença em matéria de religião considerada em suas relações com a ordem política e civil, além de uma tradução da Imitação de Jesus Cristo.
O ensaio lhe valeu fama imediata. Nele, Lamennais argumentava a respeito da necessidade da religião, baseando seus apelos na autoridade da tradição e a razão geral da Humanidade, em vez do individualismo do julgamento privado. Embora advogasse o ultramontanismo na esfera religiosa, em suas crenças políticas era um liberal que advogava a separação do Estado da Igreja, a liberdade de consciência, educação e imprensa.
Depois da Revolução de Julho de 1830, Lamennais, junto com Henri Dominique Lacordaire e Charles de Montalembert, além de um grupo entusiástico de escritores do catolicismo liberal, fundou o jornal L'Avenir. Neste periódico diário, defendia os princípios democráticos, a separação da Igreja do Estado, o que lhe criou embaraços tanto com a hierarquia eclesiástica francesa quanto com o governo do rei Luís Filipe.
O Papa Gregório XVI desautorizou as opiniões de Lamennais na encíclica Mirari vos, em agosto de 1832. Não houve uma citação específica a ele e nem a seu jornal, mas tão somente uma censura implícita a ambos. Inicialmente, Lamennais suspendeu a distribuição do jornal, submetendo-se. Em 1833, assinou uma submissão à autoridade papal, porém se arrependeu, considerando que era uma traição ao povo. Mais tarde, deixou a Igreja e defendeu a própria posição na obra Paroles d'un croyant (Palavras de um crente), condenada explicitamente na encíclica Singulari Nos, em junho de 1834, sendo citados tanto o autor quanto a obra. Em 1836, Lamennais renunciou completamente ao catolicismo.
Incansável, ele se devotou à causa do povo, colocando sua pena a serviço do republicanismo e do socialismo. Escreveu obras como O Livro do Povo (1838), Os afazeres de Roma e Esboço de uma Filosofia. Chegou a ser condenado à prisão mas, já em 1848 foi eleito para a Assembleia Nacional, e em 1849 entrou para a Assembleia Legislativa; posteriormente, aposentou-se em 1851.
Por ocasião de sua morte, não desejando se reconciliar com a Igreja (havia adotado uma filosofia panteísta e recusou-se em seu leito a ver um padre), foi sepultado em uma cova de indigente sem uma cruz na lápide e seu corpo não havia sido levado previamente a uma igreja, como pediu em vida.
Na obra O Evangelho segundo o Espiritismo, de Allan Kardec, encontram-se mensagens atribuídas tanto a Lamennais quanto a Lacordaire. Também em O Livro dos Espíritos, obra espírita do mesmo autor, na questão 1009, pode-se encontrar uma mensagem atribuída a Lammenais.